# Konterrevolution – Der Kapp-Lüttwitz-Putsch 1920
Konterrevolution – Der Kapp-Lüttwitz-Putsch 1920 (Alternativtitel: Die Konterrevolution) ist ein historischer Dokumentar-Spielfilm über den Kapp-Lüttwitz-Putsch von 1920. Er wurde für den Bildungskanal BR-alpha (heute ARD alpha) als Teil der zehnteiligen Reihe Vom Reich zur Republik produziert. Der Film zeigt den fünftägigen Verlauf des Kapp-Lüttwitz-Putsches, eines Versuchs rechtskonservativer und militärischer Kreise, in der frühen Weimarer Republik eine Umsturz der Regierung herbeizuführen. Nach fünf Tagen scheiterte der Putsch, unter anderem am Widerstand der Bevölkerung in Form eines Generalstreiks.

## Handlung
Der Film beginnt mit dem Schusswaffenangriff auf den Reichsfinanzminister Matthias Erzberger im Januar 1920, bei dem er verletzt wird. Erzberger gilt in rechten Kreisen als Feindbild wegen seiner Rolle bei den Waffenstillstandsverhandlungen zur Beendigung des Ersten Weltkriegs. In den folgenden Wochen plant eine Gruppe um den ehemaligen General Erich Ludendorff, den Hauptmann Waldemar Pabst und den Reichswehrgeneral Walther von Lüttwitz einen militärischen Umsturz der Regierung und die Einsetzung von Wolfgang Kapp als neuen Reichskanzler. Große Teile des Militärs stehen hinter ihnen. Da Reichswehrminister Gustav Noske die Abrüstungsbedingungen des Versailler Vertrags erfüllen und die Freikorps auflösen will, auf deren Stärke die Putschisten angewiesen sind, gibt Lüttwitz übereilt den Befehl zum Umsturz: Die Brigade Ehrhardt marschiert in Berlin ein, die meisten Mitglieder der Reichsregierung unter Friedrich Ebert können die Stadt rechtzeitig verlassen und fliehen nach Stuttgart. Währenddessen ruft der SPD-Vorsitzende Otto Wels zum Generalstreik auf und versucht die Führer der KPD und der USPD zu überzeugen, sich an dem Streikaufruf zu beteiligen.
Kapp agiert hilflos und gibt sein Amt schon bald an Lüttwitz ab. Die Putschisten müssen erkennen, dass sie im Volk zu wenig Rückhalt haben. Zwischen der alten Regierung in Stuttgart und den Putschisten in Berlin werden Verhandlungsangebote ausgetauscht, es kommt jedoch zu keiner Einigung. Bei Pabst, dem Hauptorganisator des Putsches, meldet sich der – damals noch völlig unbekannte – Adolf Hitler und bietet sich als Propagandaredner an, wird jedoch schroff abgewiesen. Die wirtschaftliche und politische Lage der Putschisten wird immer aussichtsloser, und da der Reichsbankpräsident sich weigert, ihnen die Tresore zu öffnen, geht ihnen bald das Geld aus, und so müssen sie schon nach fünf Tagen, am 17. März, ihre Truppen aus Berlin abziehen. Pabst und Ehrhardt werden steckbrieflich gesucht und tauchen in München unter. Keiner der Putschisten wird sich später vor Gericht verantworten müssen.
Neben diesen Vorgängen in Regierungs- und Militärkreisen zeigt der Film den Putsch auch aus der Perspektive der Journalistin und Frauenrechtlerin Marie Juchacz, Redaktionsleiterin der Arbeiterinnen-Zeitschrift Die Gleichheit. Zusammen mit ihrer neuen Mitarbeiterin Hannah Wöllke kämpft sie mit Artikeln und Flugblättern gegen den Umsturz. Sie nimmt Kontakt in die Kunstszene auf, etwa zu den Dadaisten, und gewinnt George Grosz als Illustrator für ein kritisches Flugblatt. Nach dessen Veröffentlichung vertreiben die Putschisten sie aus ihren Redaktionsräumen und sie muss bis zum Ende des Putsches von Hannahs Wohnung aus weiterarbeiten.
Der Film endet mit dem Mordanschlag auf Matthias Erzberger im August 1921 und schlägt somit einen Bogen zur Anfangsszene.

## Produktion
Der Film wurde von Provobis produziert und im thüringischen Altenburg gedreht. Am 20. Mai 2011 wurde er auf BR-alpha zum ersten Mal ausgestrahlt. 2012 erschien er im Vertrieb von KNM Home Entertainment auf DVD.

## Rezeption
„Der Film hält sich eng an die historischen Fakten, wird aber durchgehend fiktiv als spannende Geschichte mit sorgfältig erarbeiteten Dialogen und gut besetzten Rollen erzählt.“

„Gut besetzte, informative Geschichtsstunde“

„Minutiöse, aber etwas steif geratene Geschichtsstunde“